# Championnat d'Amérique du Nord masculin de volley-ball 2017
Navigation
Édition précédente Édition suivante
Le Championnat d'Amérique du Nord de volley-ball masculin 2017 est la vingt-cinquième édition du championnat d'Amérique du Nord de volley-ball masculin. Il s'est déroulé du 26 septembre 2017 au 1er octobre 2017 à Colorado Springs aux États-Unis. Organisé par la NORCECA il met aux prises les douze meilleures équipes continentales et sacre les États-Unis pour la neuvième fois. Il est marqué par les forfaits de Cuba et Porto-Rico qui réduisent le nombre de participants à dix.

## Équipes présentes
Les douze équipes qualifiées sont l'équipe hôte, les États-Unis, les cinq (autres) équipes les mieux classées au classement continental NORCECA le 1er janvier 2017 ainsi que six équipes invitées, les meilleurs des zones régionales CAZOVA (Caraïbes), AFECAVOL (Amérique centrale) et ECVA (Caraïbes de l'Est),. Le tournoi est perturbé par des problèmes politiques et climatiques aboutissant aux abandons des équipes cubaine et portoricaine. Pour Cuba c'est à la fois la fermeture partielle de l'ambassade américaine à La Havane, et donc l'obtention des visas, qui pose problème et l'ouragan Irma qui cause d'importants dégâts au pays. Pour Porto-Rico c'est l'ouragan Maria qui dévaste l'île et contraint l'équipe à l'abandon. La compétition est donc réduite de douze à dix équipes. L'abandon de ces deux équipes parmi les meilleurs de la zone Amérique du nord/Amérique centrale/Caraïbes incite les organisateurs à revoir la règle d'attribution des places qualificatives pour le championnat du monde 2018. En effet, les quatre demi-finalistes devaient être qualifiés pour l'évènement  mondial. Finalement ce ne sera que les trois premiers, alors que les équipes classées quatrième et cinquième participeront à un petit tournoi de qualification avec Cuba et Porto-Rico. 
Les douze équipes qualifiées sont donc :
| - États-Unis (hôte, 1er) - Canada (2e) - Cuba (3e) - Porto Rico (4e) - Mexique (5e) - Costa Rica (6e) | - Trinité-et-Tobago (8e, CAZOVA) - République dominicaine (9e, AFECAVOL) - Guatemala (10e, AFECAVOL) - Sainte-Lucie (13e, ECVA) - Martinique (26e, CAZOVA) - Saint-Vincent-et-les-Grenadines (27e, ECVA) |

## Compétition
La compétition se joue en deux phases. D'abord un tour préliminaire où les équipes sont réparties en trois poules de quatre équipes (finalement trois pour les poule A et B à cause des forfaits de Cuba et Porto-Rico). Chaque équipe rencontre toutes les équipes de sa poule, les matchs contre des équipes forfaits seraient considérés gagnés 3 set 0 (trois fois 25-0). 
Vient ensuite la phase de classement, divisés en deux tableaux.
Les deux meilleurs premiers sont directement qualifiés pour les demi-finales alors que le troisième premier et les trois deuxièmes jouent un tour « de barrage » pour déterminer quels seront les deux autres demi-finaliste. Classiquement les vainqueurs des demi-finales s'affrontent en finale pour le titre pendant que les perdants jouent une petite finale pour la troisième place.
Dans le second tableau les troisièmes et quatrièmes s'affrontent et les vainqueurs de ces deux matchs (« de barrage ») rejoignent les perdants des barrages du premier tableau en demi-finales. Leurs vainqueurs jouent une finale pour la cinquième place et les perdants une finale pour la septième place. Enfin les équipes éliminées en « barrage » du second tableau jouent un match de classement pour la neuvième place.
Les deux demi-finalistes éliminés jouent un match entre eux, qui détermine le cinquième, et le perdant de ce match joue un dernier match contre la septième équipe pour attribuer les sixième et septième places.

### Tour préliminaire
Les critères de classement des poules sont d'abord le nombre de victoires, puis en cas d'égalité le nombre de points, puis le ratio points gagnés sur points perdus, puis le ratio sets gagnés sur sets perdus et enfin le résultat lors de la confrontation entre les deux équipes.
Les points sont attribués comme suit :
Pour un score de 3-0, cinq points pour le vainqueur, et aucun pour le perdant; pour un score de 3-1, quatre points pour le vainqueur et un pour le perdant; pour un score de 3-2, trois points pour le vainqueur et deux pour le perdant.

#### Composition des poules
Les 3 groupes sont donc :
| Poule A                                     | Poule B                               | Poule C                                                       |
| ------------------------------------------- | ------------------------------------- | ------------------------------------------------------------- |
| République dominicaine États-Unis Guatemala | Canada Trinité-et-Tobago Sainte-Lucie | Mexique Costa Rica Martinique Saint-Vincent-et-les-Grenadines |

#### Poule A
| # | Équipe                 | Pts | J | G | Gt | Pt | P | Sp | Sc | Ratio | Pp  | Pc  | Ratio |
| 1 | États-Unis             | 10  | 2 | 2 | 0  | 0  | 0 | 6  | 0  | MAX   | 150 | 84  | 1.786 |
| 2 | République dominicaine | 5   | 2 | 1 | 0  | 0  | 1 | 3  | 3  | 1     | 123 | 129 | 0.953 |
| 3 | Guatemala              | 0   | 2 | 0 | 0  | 0  | 2 | 0  | 6  | 0     | 90  | 150 | 0.6   |

#### Poule B
| # | Équipe            | Pts | J | G | Gt | Pt | P | Sp | Sc | Ratio | Pp  | Pc  | Ratio |
| 1 | Canada            | 10  | 2 | 2 | 0  | 0  | 0 | 6  | 0  | MAX   | 150 | 73  | 2.055 |
| 2 | Trinité-et-Tobago | 5   | 2 | 1 | 0  | 0  | 1 | 3  | 3  | 1     | 118 | 123 | 0.959 |
| 3 | Sainte-Lucie      | 0   | 2 | 0 | 0  | 0  | 2 | 0  | 6  | 0     | 78  | 150 | 0.52  |

#### Poule C
| # | Équipe                          | Pts | J | G | Gt | Pt | P | Sp | Sc | Ratio | Pp  | Pc  | Ratio |
| 1 | Mexique                         | 15  | 3 | 3 | 0  | 0  | 0 | 9  | 0  | MAX   | 225 | 116 | 1.94  |
| 2 | Costa Rica                      | 9   | 3 | 2 | 0  | 0  | 1 | 6  | 4  | 1.5   | 218 | 206 | 1.058 |
| 3 | Martinique                      | 6   | 3 | 1 | 0  | 0  | 2 | 4  | 6  | 0.667 | 194 | 217 | 0.894 |
| 4 | Saint-Vincent-et-les-Grenadines | 0   | 3 | 0 | 0  | 0  | 3 | 1  | 9  | 0.111 | 127 | 225 | 0.564 |

### Phase de classement

#### Classement 1-4
Les deux meilleurs premiers, directement qualifiés pour les demi-finales sont le Mexique (15 points) et le Canada (10 points et un ratio-points 2,05) alors que les États-Unis (10 points et un ratio-points 1,79) doivent jouer un tour de plus avec les seconds : République dominicaine, Trinité-et-Tobago et Costa Rica.
|  | Quarts de finale                  | Quarts de finale            |                             |                             | Demi-finales                | Demi-finales                |  |  | Finale                      | Finale                      |
|  | Quarts de finale                  | Quarts de finale            |                             |                             | Demi-finales                | Demi-finales                |  |  | Finale                      | Finale                      |
|  |                                   |                             |                             |                             |                             |                             |  |  |                             |                             |
|  | 29.09.17, 18–25 22–25 21–25       | 29.09.17, 18–25 22–25 21–25 |                             |                             | 30.09.17, 20–25 23–25 23–25 | 30.09.17, 20–25 23–25 23–25 |  |  | 01.10.17, 17–25 10–25 12–25 | 01.10.17, 17–25 10–25 12–25 |
|  | 29.09.17, 18–25 22–25 21–25       | 29.09.17, 18–25 22–25 21–25 |                             |                             | 30.09.17, 20–25 23–25 23–25 | 30.09.17, 20–25 23–25 23–25 |  |  | 01.10.17, 17–25 10–25 12–25 | 01.10.17, 17–25 10–25 12–25 |
|  | 29.09.17, 18–25 22–25 21–25       | 29.09.17, 18–25 22–25 21–25 | Mexique                     | 0                           |                             |                             |  |  | 01.10.17, 17–25 10–25 12–25 | 01.10.17, 17–25 10–25 12–25 |
|  | Trinité-et-Tobago                 | 0                           | Mexique                     | 0                           |                             |                             |  |  | 01.10.17, 17–25 10–25 12–25 | 01.10.17, 17–25 10–25 12–25 |
|  | Trinité-et-Tobago                 | 0                           | République dominicaine      | 3                           |                             |                             |  |  | 01.10.17, 17–25 10–25 12–25 | 01.10.17, 17–25 10–25 12–25 |
|  | République dominicaine            | 3                           | République dominicaine      | 3                           |                             |                             |  |  | 01.10.17, 17–25 10–25 12–25 | 01.10.17, 17–25 10–25 12–25 |
|  | République dominicaine            | 3                           | 30.09.17, 20–25 22–25 21–25 | 30.09.17, 20–25 22–25 21–25 | République dominicaine      | 0                           |  |  |                             |                             |
|  | 29.09.17, 25–11 25–7 25–8         |                             | 30.09.17, 20–25 22–25 21–25 | 30.09.17, 20–25 22–25 21–25 | République dominicaine      | 0                           |  |  |                             |                             |
|  |                                   | États-Unis                  | 30.09.17, 20–25 22–25 21–25 | 30.09.17, 20–25 22–25 21–25 | 3                           |                             |  |  |                             |                             |
|  | États-Unis                        | États-Unis                  | 30.09.17, 20–25 22–25 21–25 | 30.09.17, 20–25 22–25 21–25 | 3                           | 3                           |  |  |                             |                             |
|  | États-Unis                        | Canada                      | 0                           |                             |                             | 3                           |  |  |                             |                             |
|  | Costa Rica                        | Canada                      | 0                           | 0                           |                             |                             |  |  |                             |                             |
|  | Costa Rica                        | États-Unis                  | 3                           | 0                           |                             |                             |  |  |                             |                             |
|  |                                   | États-Unis                  | 3                           | Match pour la 3e place      |                             |                             |  |  |                             |                             |
|  |                                   |                             |                             |                             |                             |                             |  |  |                             |                             |
|  | 01.10.17, 25–21 13–25 25–27 18–25 |                             |                             |                             |                             |                             |  |  |                             |                             |
|  |                                   |                             |                             |                             |                             |                             |  |  |                             |                             |
|  | Mexique                           | 1                           |                             |                             |                             |                             |  |  |                             |                             |
|  | Mexique                           | 1                           |                             |                             |                             |                             |  |  |                             |                             |
|  | Canada                            | 3                           |                             |                             |                             |                             |  |  |                             |                             |
|  | Canada                            | 3                           |                             |                             |                             |                             |  |  |                             |                             |

#### Classement 5 à 10
Les troisièmes, Martinique, Sainte-Lucie et Guatemala ainsi que le quatrième Saint-Vincent-et-les-Grenadines s'affrontent lors d'un premier tour, pour rejoindre en demi-finales les perdants du premier tableau : Trinité-et-Tobago et Costa Rica.
|  | Quarts de finale                  | Quarts de finale            |                                   |                                   | Demi-finales                | Demi-finales                |  |  | Finale                      | Finale                      |
|  | Quarts de finale                  | Quarts de finale            |                                   |                                   | Demi-finales                | Demi-finales                |  |  | Finale                      | Finale                      |
|  |                                   |                             |                                   |                                   |                             |                             |  |  |                             |                             |
|  | 29.09.17, 25–16 25–18 25–16       | 29.09.17, 25–16 25–18 25–16 |                                   |                                   | 30.09.17, 20–25 23–25 18–25 | 30.09.17, 20–25 23–25 18–25 |  |  | 01.10.17, 17–25 10–25 12–25 | 01.10.17, 17–25 10–25 12–25 |
|  | 29.09.17, 25–16 25–18 25–16       | 29.09.17, 25–16 25–18 25–16 |                                   |                                   | 30.09.17, 20–25 23–25 18–25 | 30.09.17, 20–25 23–25 18–25 |  |  | 01.10.17, 17–25 10–25 12–25 | 01.10.17, 17–25 10–25 12–25 |
|  | 29.09.17, 25–16 25–18 25–16       | 29.09.17, 25–16 25–18 25–16 | Martinique                        | 0                                 |                             |                             |  |  | 01.10.17, 17–25 10–25 12–25 | 01.10.17, 17–25 10–25 12–25 |
|  | Martinique                        | 0                           | Martinique                        | 0                                 |                             |                             |  |  | 01.10.17, 17–25 10–25 12–25 | 01.10.17, 17–25 10–25 12–25 |
|  | Martinique                        | 0                           | Trinité-et-Tobago                 | 3                                 |                             |                             |  |  | 01.10.17, 17–25 10–25 12–25 | 01.10.17, 17–25 10–25 12–25 |
|  | Saint-Vincent-et-les-Grenadines   | 3                           | Trinité-et-Tobago                 | 3                                 |                             |                             |  |  | 01.10.17, 17–25 10–25 12–25 | 01.10.17, 17–25 10–25 12–25 |
|  | Saint-Vincent-et-les-Grenadines   | 3                           | 30.09.17, 20–25 25–21 25–17 25–15 | 30.09.17, 20–25 25–21 25–17 25–15 | Trinité-et-Tobago           | 0                           |  |  |                             |                             |
|  | 29.09.17, 25–17 25–15 25–16       |                             | 30.09.17, 20–25 25–21 25–17 25–15 | 30.09.17, 20–25 25–21 25–17 25–15 | Trinité-et-Tobago           | 0                           |  |  |                             |                             |
|  |                                   | Guatemala                   | 30.09.17, 20–25 25–21 25–17 25–15 | 30.09.17, 20–25 25–21 25–17 25–15 | 3                           |                             |  |  |                             |                             |
|  | Guatemala                         | Guatemala                   | 30.09.17, 20–25 25–21 25–17 25–15 | 30.09.17, 20–25 25–21 25–17 25–15 | 3                           | 3                           |  |  |                             |                             |
|  | Guatemala                         | Guatemala                   | 0                                 |                                   |                             | 3                           |  |  |                             |                             |
|  | Sainte-Lucie                      | Guatemala                   | 0                                 | 0                                 |                             |                             |  |  |                             |                             |
|  | Sainte-Lucie                      | Costa Rica                  | 3                                 | 0                                 |                             |                             |  |  |                             |                             |
|  |                                   | Costa Rica                  | 3                                 | Match pour la 3e place            |                             |                             |  |  |                             |                             |
|  |                                   |                             |                                   |                                   |                             |                             |  |  |                             |                             |
|  | 01.10.17, 25–21 13–25 25–27 18–25 |                             |                                   |                                   |                             |                             |  |  |                             |                             |
|  |                                   |                             |                                   |                                   |                             |                             |  |  |                             |                             |
|  | Martinique                        | 1                           |                                   |                                   |                             |                             |  |  |                             |                             |
|  | Martinique                        | 1                           |                                   |                                   |                             |                             |  |  |                             |                             |
|  | Costa Rica                        | 3                           |                                   |                                   |                             |                             |  |  |                             |                             |
|  | Costa Rica                        | 3                           |                                   |                                   |                             |                             |  |  |                             |                             |

|  | Match pour la 9e place            |   |
|  |                                   |   |
|  | 30.09.17, 22–25 25–20 25–19 25–15 |   |
|  |                                   |   |
|  | Saint-Vincent-et-les-Grenadines   | 3 |
|  | Saint-Vincent-et-les-Grenadines   | 3 |
|  | Sainte-Lucie                      | 1 |
|  | Sainte-Lucie                      | 1 |

## Classement final
Le tournoi voit les États-Unis sacrés. Le podium est complété par la République dominicaine et le Canada. Ces trois équipes sont qualifiées pour le championnat du monde 2018. le Mexique, quatrième, et le Guatemala, cinquième essaieront d'obtenir la dernière place qualificative lors d'un mini-tournoi avec Cuba et Porto-Rico.
| Place              | Équipe                          |
| ------------------ | ------------------------------- |
| Médaille d'or      | États-Unis                      |
| Médaille d'argent  | République dominicaine          |
| Médaille de bronze | Canada                          |
| 4                  | Mexique                         |
| 5                  | Guatemala                       |
| 6                  | Trinité-et-Tobago               |
| 7                  | Martinique                      |
| 8                  | Costa Rica                      |
| 9                  | Saint-Vincent-et-les-Grenadines |
| 10                 | Sainte-Lucie                    |

## Distinctions individuelles
À la fin du tournoi, en plus du classement final, des récompenses individuelles sont attribuées :
- MVP : Micah Christenson
- Meilleur marqueur : Alberto Blanco
- Meilleur attaquant : Aaron Russell
- Meilleur contreur : José Martínez (en)
- Meilleur serveur : Yoann Breleur
- Meilleur passeur :  Pedro Rangel
- Meilleur défenseur : Luis Chavez
- Meilleur réceptionneur : Jorge Barajas
- Meilleur libero : Luis Chavez